# Tolsjön (Landvetters socken, Västergötland)
Tolsjön är en sjö i Härryda kommun i Västergötland och ingår i Göta älvs huvudavrinningsområde. Sjön är 9 meter djup, har en yta på 0,02 kvadratkilometer och befinner sig 90 meter över havet. Vid provfiske har abborre, elritsa och öring fångats i sjön.